# 살꼬지
"살꼬지"(Revenge)는 한국에서 제작된 김인수 감독의 1988년 영화이다. 이주리 등이 주연으로 출연하였고 양형균 등이 제작에 참여하였다.

## 출연
- 이주리

## 기타
- 원작자: 어윤청
- 조명: 조길수